# Kim Il-sung
Kim Il-sung (김일성?, 金日成?, Gim Il-seongLR, Kim IlsŏngMR, nato Kim Song-ju; Mangyongdae-guyok, 15 aprile 1912 – Pyongyang, 8 luglio 1994) è stato un rivoluzionario e politico nordcoreano, dittatore della Repubblica Popolare Democratica di Corea dal 1948 al 1994, cioè alla sua morte, nonché Primo ministro dal 1948 al 1972 e presidente a partire dal 1972, oltre a quello di segretario generale del Partito del Lavoro di Corea.

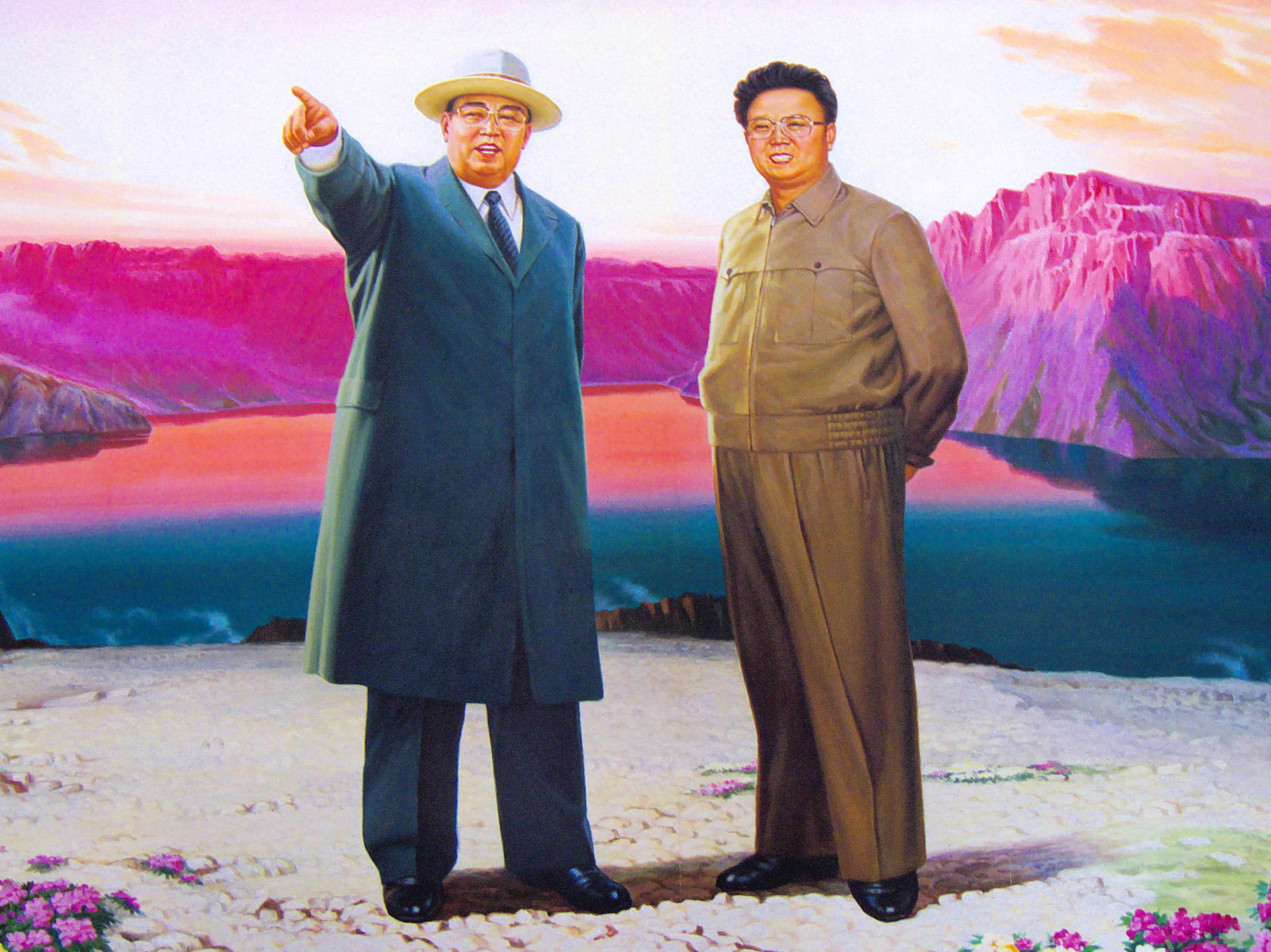
Ritratto di propaganda nordcoreana raffigurante Kim Il-sung e suo figlio Kim Jong-il

È noto per la portata del suo culto della personalità: la Corea del Nord si riferisce a lui in maniera ufficiale come al "grande leader" ed è immortalato nella Costituzione dalla sua morte come "presidente eterno" della nazione. In Corea del Nord è tuttora ufficialmente riconosciuto come Grande Leader Kim Il-sung, Presidente Kim Il-sung o Generale Kim Il-sung e il suo compleanno è festività pubblica ("Giorno del Sole").

## Biografia

### Ascesa alla dirigenza

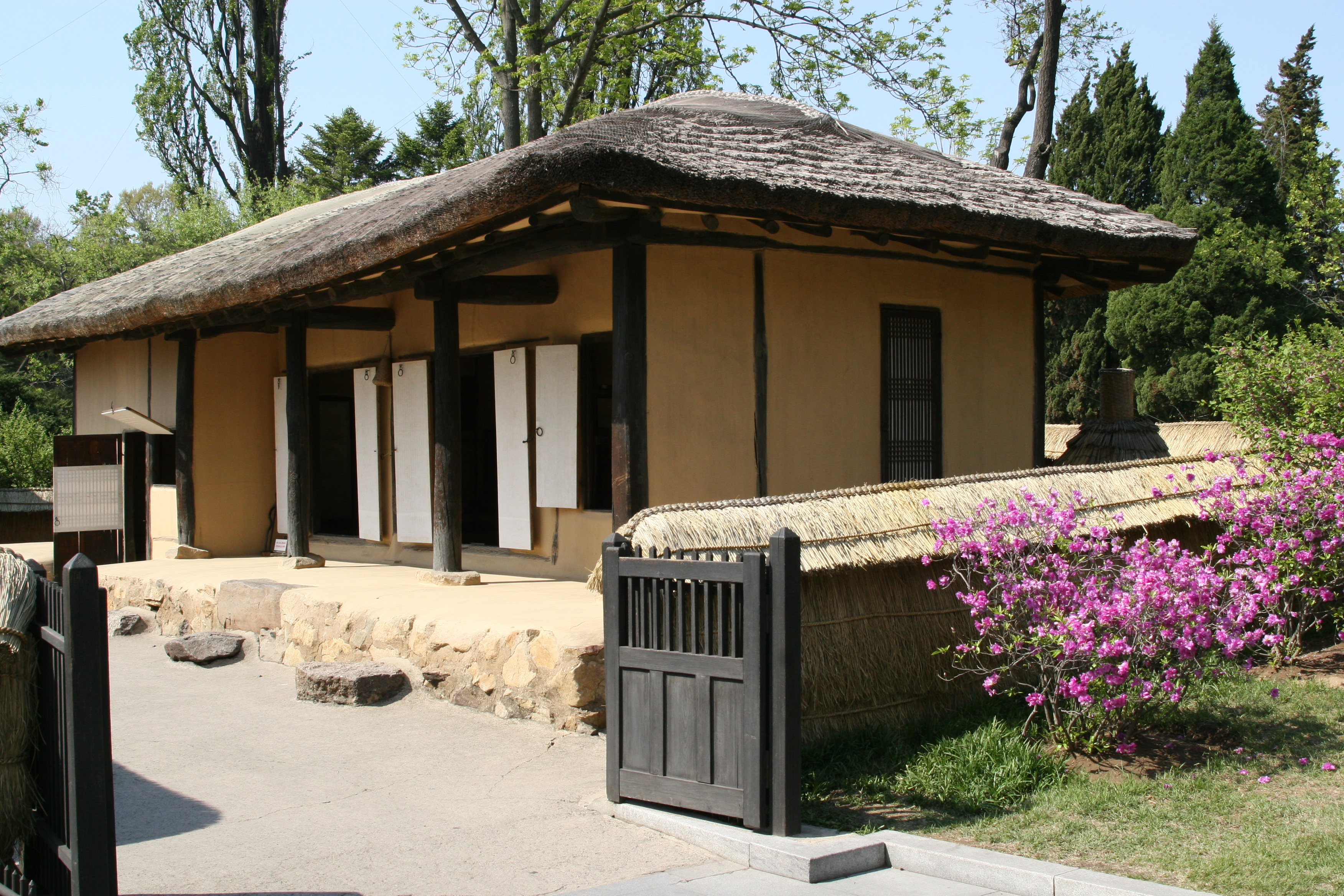
La casa natale di Il-sung a Mangyongdae

Kim Il-sung, primo dei tre figli di Kim Hyong-jik e Kang Pan-sok, nacque come Kim Sŏng-ju nel villaggio di Mangyongdae, nei pressi di Pyongyang, nella Corea sotto l'occupazione dell'Impero giapponese. La famiglia di Kim era attiva nell'opposizione ai giapponesi e nel 1920 dovette fuggire in Cina. Kim venne mandato a scuola a Jilin, ma la sua educazione formale finì quando venne arrestato e incarcerato per attività sovversive. Kim si unì a diversi gruppi di guerriglia anti-giapponese nella Cina settentrionale, divenendo infine un membro dell'Esercito Unito Anti-giapponese del Nord-est, un gruppo guerrigliero guidato dal Partito Comunista Cinese.
Kim Il-sung combatté in questa unità a partire all'incirca dal 1935, salendo di grado fino a diventarne uno dei comandanti nel 1941, quando i giapponesi scacciarono la guerriglia dalla Cina settentrionale. Durante questo periodo adottò il nome di Kim Il-sung. Kim fuggì in Unione Sovietica e venne inviato in un campo nei pressi di Chabarovsk, dove i guerriglieri comunisti coreani venivano riaddestrati dai sovietici. Lì divenne capitano dell'Armata Rossa.
Il Partito Comunista di Corea venne fondato nel 1925, ma venne subito sciolto a causa di dissidi interni e nel 1931 Kim entrò nel Partito Comunista Cinese. Quando fece ritorno in Corea, nel settembre del 1945, assieme alle forze di occupazione sovietiche, venne messo a capo del Comitato popolare provvisorio, ma non era a quell'epoca a capo del Partito Comunista, il cui quartier generale si trovava a Seul, nella zona occupata dagli statunitensi (si veda l'articolo Partito del Lavoro di Corea per ulteriori dettagli storici sull'ascesa al potere di Kim).

### La Fondazione della Repubblica Popolare Democratica di Corea e l'incarico di presidente del gabinetto.
Nel 1948 era evidente che l'immediata riunificazione della Corea non era possibile e i sovietici nominarono Kim presidente del gabinetto della neonata Repubblica Popolare Democratica di Corea. Seguendo il percorso tipico dei Paesi satelliti dell'Unione Sovietica, il Partito Comunista si "fuse" con diversi gruppi più piccoli per formare il Partito dei Lavoratori Nordcoreano, che nel 1949 si fuse con la sua controparte sudcoreana per diventare il Partito dei Lavoratori Coreano, con Kim alla presidenza.
Tra il 1946 e il 1949 vennero promulgate una serie di leggi volte a proteggere i diritti delle donne, che ebbero gli stessi diritti degli uomini. Ebbero quindi il diritto di voto, di studiare, di ricevere gli stessi stipendi degli uomini a parità di lavoro e di godere degli stessi diritti ereditari; furono vietati i matrimoni forzati e la prostituzione, mentre il divorzio venne legalizzato.
Nel giugno 1950 la Repubblica Popolare Democratica di Corea, a seguito di continui scontri di frontiera, lanciò un attacco contro la Repubblica di Corea (si veda guerra di Corea) con l'intenzione di riunificare il Paese. All'epoca i capi degli Stati Uniti d'America e dei loro alleati credevano che l'attacco fosse stato ordinato da Stalin. Essi presupposero l'esistenza di un monolitico movimento comunista mondiale diretto dal Cremlino. Ora appare più probabile che la decisione sia stata presa da Kim di propria iniziativa e che i sovietici e la Repubblica Popolare Cinese abbiano acconsentito con riluttanza. Le forze nordcoreane conquistarono Seul e occuparono gran parte del Sud, ma vennero ben presto respinte dalle forze delle Nazioni Unite, guidate dagli Stati Uniti. Entro ottobre le forze delle Nazioni Unite avevano ripreso Seul e occupato Pyongyang e Kim e il suo governo furono costretti a rifugiarsi in Cina.
Nel mese di novembre le truppe cinesi entrarono in guerra e respinsero le forze delle Nazioni Unite, rioccupando Pyongyang in dicembre e Seul nel gennaio 1951. A marzo le forze delle Nazioni Unite presero nuovamente Seul e il fronte si stabilizzò lungo quella che alla fine sarebbe diventata la "linea di armistizio" permanente del 1953. Postosi al seguito delle forze cinesi, Kim fu in grado di ristabilire il suo governo a nord di questa linea.

### Potere assoluto
Reinstallato come governante della Corea del Nord, Kim usò l'opportunità per eliminare i suoi rivali politici, in particolare l'ex leadership comunista sudcoreana, e si impegnò nella ricostruzione della nazione, che era stata devastata dalla guerra. Lanciò un piano economico nazionale quinquennale per fondare una economia di comando in stile sovietico, con tutte le industrie nazionalizzate e tutta l'agricoltura collettivizzata. L'economia era basata sull'industria pesante, in particolare sulla produzione di armi. La Corea del Nord manteneva delle forze armate numerose per difendere la linea del cessate il fuoco del 1953.
Durante gli anni cinquanta, Kim veniva visto come un rappresentante ortodosso del blocco comunista, leale e facilmente controllabile dall'Unione Sovietica. Negli anni sessanta si infiammò la crisi sino-sovietica, ed egli cercò di considerarsi indipendente, schierandosi in un primo momento con i cinesi, senza però mai chiudere definitivamente le relazioni con i sovietici. Nel 1966 esplose in Cina la rivoluzione culturale e Kim tornò a fianco dell'Unione Sovietica. Allo stesso tempo, si preoccupò di creare intorno alla propria figura un culto della personalità ancor più accentuato rispetto a quello di Mao Zedong, auto-intestandosi l'appellativo di "grande leader" (위대한 수령, widaehan suryŏng). Egli, inoltre, sviluppò la politica del juche (주체, "indipendenza"), la quale comportò l'isolamento della Corea del Nord dal mondo occidentale.
Una nuova costituzione venne proclamata nel dicembre del 1972 ed in base a essa, Kim divenne presidente della Corea del Nord. In quegli anni, aveva già deciso che suo figlio Kim Jong-il sarebbe stato il suo successore e per questa ragione delegò a lui molteplici attività di governo. Il vero potere della famiglia Kim risiedeva nella lealtà dell'esercito, garantita sia dal prestigio rivoluzionario di Kim Il-sung sia dall'appoggio del veterano ministro della difesa, Oh Jin-wu. Al sesto Congresso del partito, nell'ottobre del 1980, Kim designò pubblicamente il figlio come suo successore.

### Ultimi anni
Durante gli anni 1970 il culto della personalità di Kim divenne sempre più grande. Si diceva che Kim supervisionasse praticamente ogni aspetto della vita della Corea del Nord e gli venivano attribuiti poteri quasi sovrannaturali. La Corea del Nord sosteneva che la Corea sarebbe stata riunificata prima del 70º compleanno di Kim (1982) e c'erano timori a Occidente che Kim avrebbe lanciato una nuova guerra di Corea, ma in quel periodo la disparità nella potenza economica e militare tra il Nord e il Sud, ancora appoggiato dagli Stati Uniti, rese tale impresa impossibile.
A partire dagli anni 1980, sul lato destro della parte posteriore del collo di Kim cominciò a svilupparsi un deposito di calcio (calcinosi), che crebbe fino ad avere le dimensioni di un pugno. Tuttavia, essendo collocato fra la spina dorsale e il cervello, non poté essere asportato o operato. La propaganda cercò immediatamente di non mostrare la deformità: fotografie e filmati vennero fatti con un'angolatura tale da riuscire a nasconderla. Non si sa se questa "escrescenza" abbia a che fare con la sua morte.

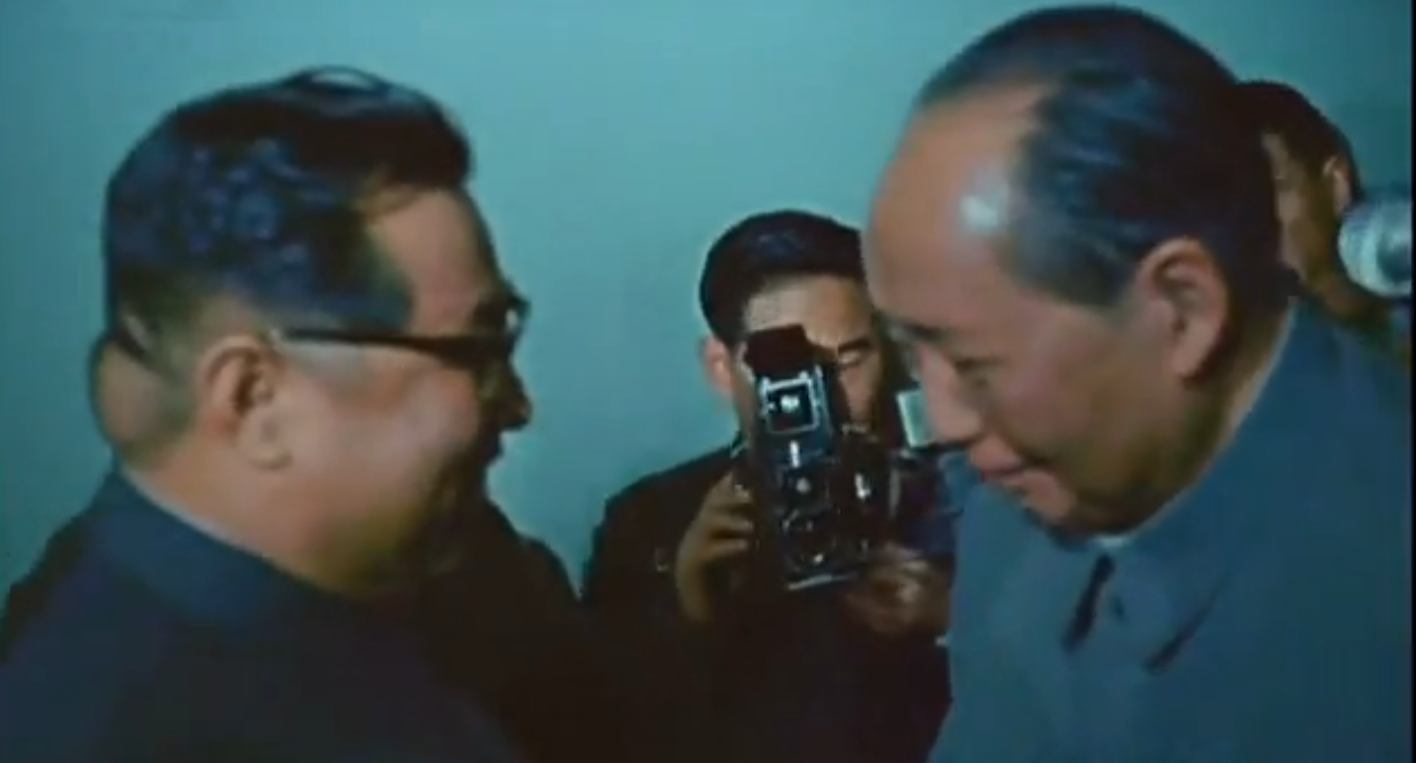
La calcinosi di Kim, chiaramente visibile durante un incontro tra lui e Mao Zedong

Dallo stesso decennio la Corea del Nord incontrò difficoltà economiche sempre maggiori. L'effetto pratico della juche fu di escludere il Paese da praticamente tutto il commercio estero. Le riforme economiche di Deng Xiaoping in Cina, dopo il 1976, ebbero l'effetto di rendere il commercio con l'economia arretrata della Corea del Nord sempre meno interessante per la Cina, mentre il crollo dell'Unione Sovietica nel 1991 completò l'isolamento della nazione, facendo ulteriormente diminuire lo sviluppo economico. Questo, aggiunto al livello sempre alto di spese per gli armamenti, portò a una crisi economica costantemente in crescita, aggravata anche da alcuni tragici eventi climatici che hanno spesso compromesso la produzione agricola, settore fra i più importanti dell'economia del Paese. Le differenze fra lo stile di vita della Corea del Nord e della Corea del Sud divennero sempre più evidenti, ma i cittadini della Corea del Nord erano completamente tagliati fuori dalle notizie provenienti dall'esterno.

### La morte e la successione
All'inizio degli anni 1990, a causa della caduta del muro di Berlino e dello sfaldarsi di diversi governi comunisti nel mondo, la Corea del Nord era sempre più isolata, con l'eccezione dei limitati contatti con Cina, Russia, Vietnam e Cuba. La sua economia era virtualmente in bancarotta, inceppata dalle enormi spese militari, con un settore agricolo incapace di sfamare la popolazione. I media nordcoreani non diedero assolutamente alcun indizio di ciò, continuando a lodare Kim come il più grande genio della storia coreana. Kim morì improvvisamente per un attacco cardiaco l'8 luglio 1994, alle 2 di mattina, a Pyongyang, lasciando in eredità la crisi crescente a Kim Jong-il. Al suo funerale parteciparono migliaia di persone, molte delle quali piangevano e invocavano il suo nome durante la processione.
Kim Il-sung si era sposato due volte. La sua prima moglie, Kim Jong-suk, gli diede due figli maschi e una femmina. Kim Jong-il, il suo primogenito, nacque, in base agli archivi sovietici, a Chabarovsk, o (secondo il governo nordcoreano) sulle montagne della Corea settentrionale. L'altro figlio morì in un incidente mentre nuotava. Kim Jong-suk morì di parto nel 1949 mentre dava alla luce un bambino morto. Kim sposò la seconda moglie, Kim Song-ae, nel 1962 e si ritiene che ebbe con lei quattro figli. Uno di questi, Kim Pyong-il, fu una figura di spicco della politica nordcoreana, fin quando venne bandito e inviato come ambasciatore in Ungheria, per evitare una lotta di potere dopo la morte di Kim Il-sung.
Kim Il-sung riposa oggi al Palazzo del Sole di Kumsusan.

## Opere
- Kim Il-sung, Works, vol. 1-50, Pyongyang, Foreign Language Publishing House, 1980-2008.
- Kim Il-sung, With the Century, vol. 1-8, Pyongyang, Foreign Language Publishing House, 1994-1998.

Traduzioni in lingua italiana
- Kim Il Sung, Risposte ai corrispondenti della stampa estera. Edito da Associazione italiana per i rapporti culturali con la Repubblica Popolare Democratica di Corea, pp.126. Non datato (probabilmente 1969).

- Kim Il-sung, Opere scelte, vol. 1-2, Pyongyang, Edizioni in lingue estere, 1967.
- Kim Il-sung, La costruzione della società socialista, Jaca Book, 1971.
- Kim Il-sung, Rafforziamo ulteriormente il regime socialista nel nostro paese, Associazione italiana per i rapporti culturali con la Repubblica democratica popolare di Corea, 1974.
- Kim Il-sung, Sulla strategia antimperialista, Associazione italiana per i rapporti culturali con la Repubblica democratica popolare di Corea, 1977.
- Kim Il-sung, Kim Jong-il e Kim Jong-un, Scritti scelti sul socialismo coreano, Edizioni Simple, 2013.